# Tachina inumbrata
Tachina inumbrata är en tvåvingeart som beskrevs av Johann Wilhelm Meigen 1838. Tachina inumbrata ingår i släktet Tachina och familjen parasitflugor.
Artens utbredningsområde är Tyskland. Inga underarter finns listade i Catalogue of Life.